# غيل سكوت
غيل سكوت هي مقدمة تلفزيونية وصحفية كندية، ولدت في 25 يونيو 1943.